# Aşağıçiyanlı, Kadirli
Aşağıçiyanlı là một xã thuộc huyện Kadirli, tỉnh Osmaniye, Thổ Nhĩ Kỳ. Dân số thời điểm năm 2010 là 533 người.